# Diócesis de Cádiz y Ceuta
La diócesis de Cádiz y Ceuta (en latín: Dioecesis Gadicensis o Gaditana et Septensis) es una circunscripción eclesiástica de la Iglesia católica en España. Se trata de una diócesis latina, sufragánea de la archidiócesis de Sevilla. Desde el 30 de agosto de 2011 su obispo es Rafael Zornoza Boy. Debido a la situación histórica particular derivada de implementación parcial del concordato de 1851, la diócesis conserva por separado instituciones de la antigua diócesis de Ceuta.

## Territorio y organización

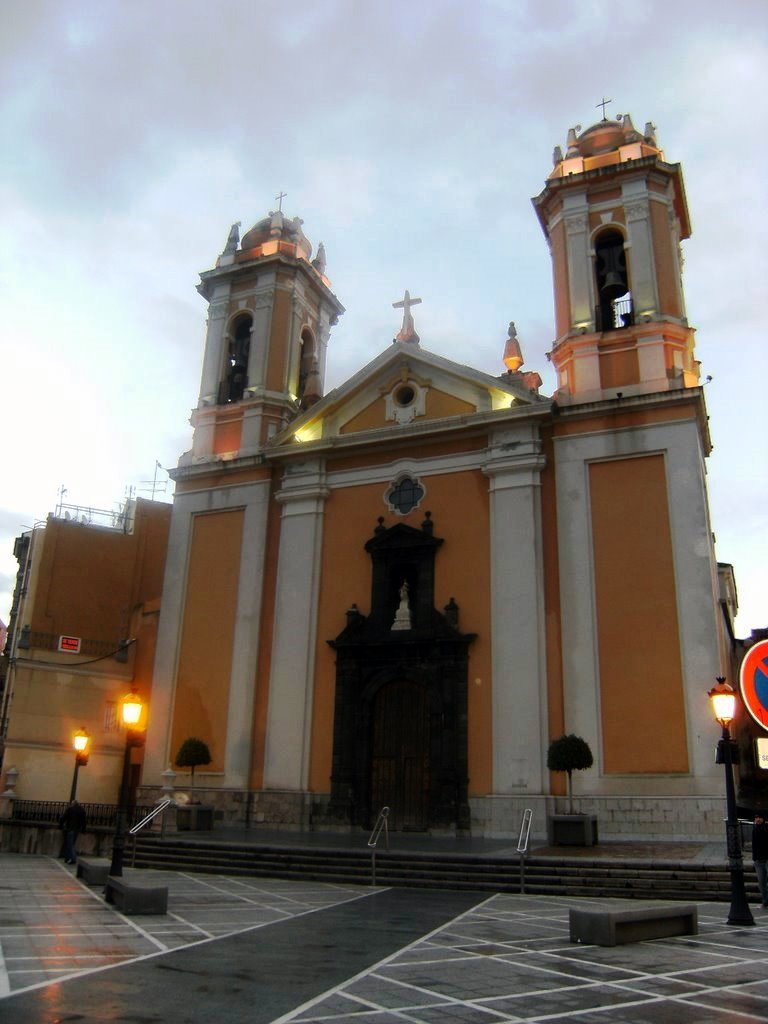
Catedral de la Asunción, en Ceuta

La diócesis tiene 3764 km² y extiende su jurisdicción sobre los fieles católicos de rito latino residentes en la ciudad autónoma de Ceuta, en la costa septentrional de África; y en la parte meridional de la provincia de Cádiz en la comunidad autónoma de Andalucía, en donde hacen parte de la diócesis los siguientes municipios: Alcalá de los Gazules, Algeciras, Barbate, Los Barrios, Benalup-Casas Viejas, Cádiz, Castellar de la Frontera, Chiclana de la Frontera, Conil de la Frontera, El Puerto de Santa María, Jimena de la Frontera, La Línea de la Concepción, Medina-Sidonia, Paterna de Rivera, Puerto Real, San Fernando, San Roque, Tarifa y Vejer de la Frontera.	La frontera natural con la diócesis de Asidonia-Jerez es el curso del río Guadalete. Abarcando la mayor parte de la provincia, su territorio comprende 3 zonas bien delimitadas: la zona rural costera e interior llamada La Janda (comprende 4 los municipios de Barbate, Conil y Medina Sidonia), la bahía de Algeciras en la comarca del Campo de Gibraltar (comprende Algeciras y La Línea de la Concepción), y gran parte de la comarca de la bahía de Cádiz (comprende 4 ciudades: Cádiz, Chiclana de la Frontera, Puerto Real, San Fernando), exceptuando la mayor parte de la zona urbana y norte de El Puerto de Santa María, que está entre dos diócesis. 

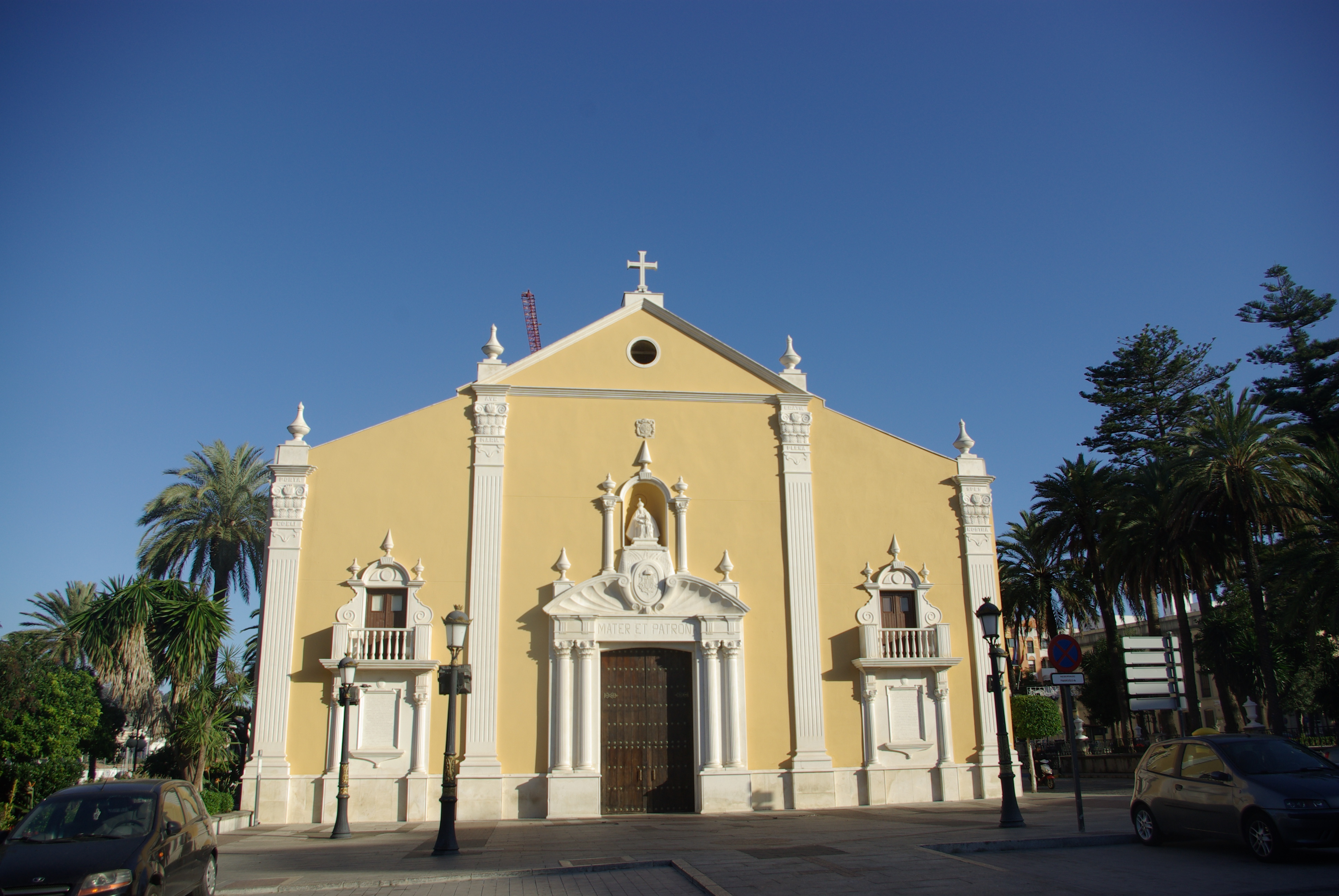
Santuario de Santa María de África, en Ceuta

La sede de la diócesis se encuentra en la ciudad de Cádiz, en donde se halla la Catedral de la Santa Cruz sobre las Aguas y la excatedral de la Santa Cruz (fue catedral hasta 1838). En Ceuta, en donde hay un vicario general, se encuentra la Catedral de la Asunción y el Santuario de Santa María de África. En Algeciras se halla la excatedral de Nuestra Señora de la Palma.

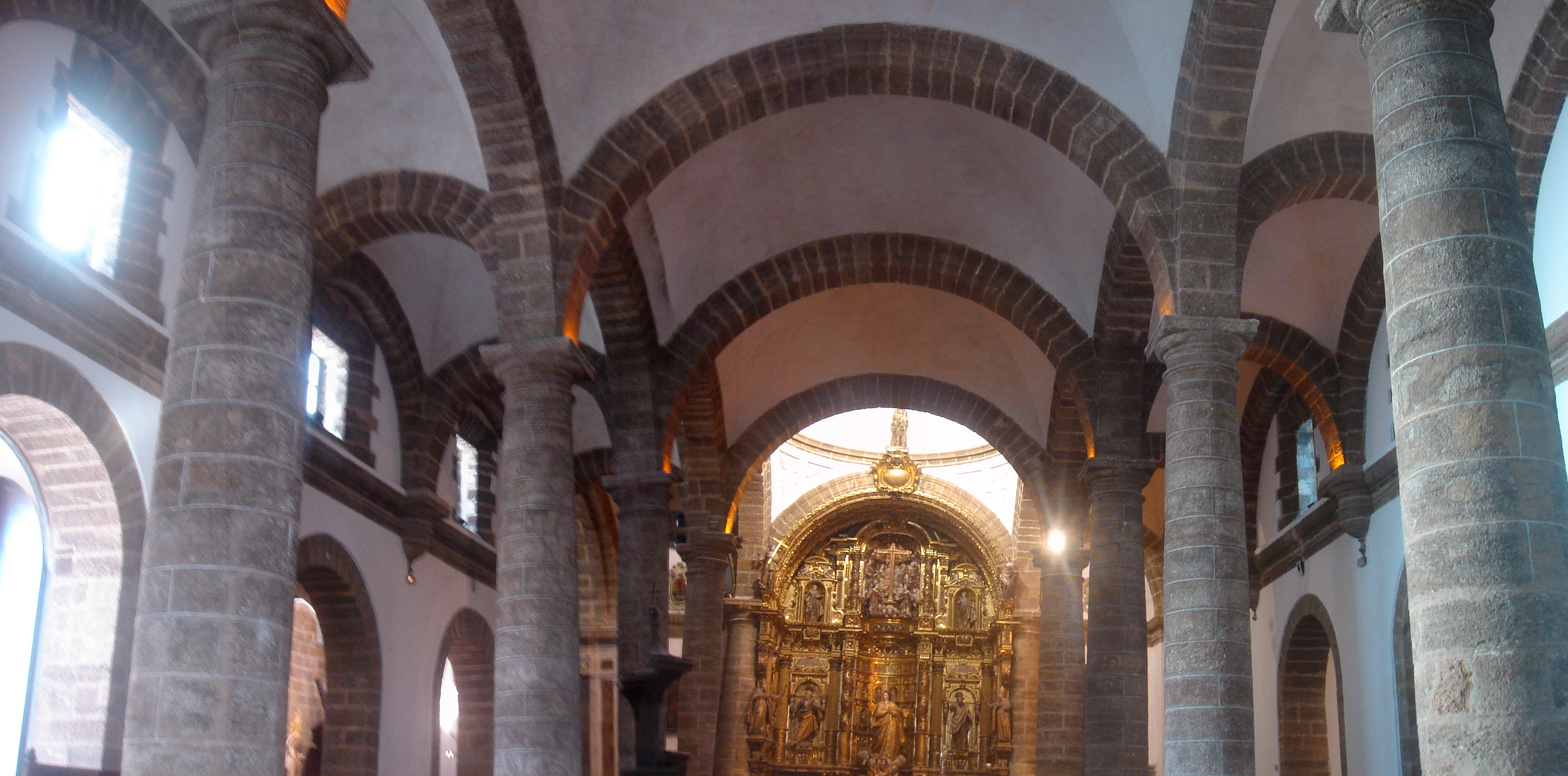
Iglesia de Santa Cruz, primera catedral de Cádiz

En 2023 en la diócesis existían 114 parroquias, de las cuales:
- 8 pertenecen a la sede de Ceuta: Catedral de la Asunción, Nuestra Señora de los Remedios, Nuestra Señora del Valle, San Idelfonso y Santa Beatriz de Silva, San José, San Juan de Dios, Santa María de África y Santa Teresa de Jesús;
- 106 pertenecen a la sede de Cádiz, agrupadas en 10 arciprestazgos: Algeciras, Cádiz Puerta Tierra, Cádiz Intramuros, Chiclana de la Frontera, La Línea de la Concepción, Medina Sidonia, Puerto Real, San Fernando, San Roque y Vejer de la Frontera.

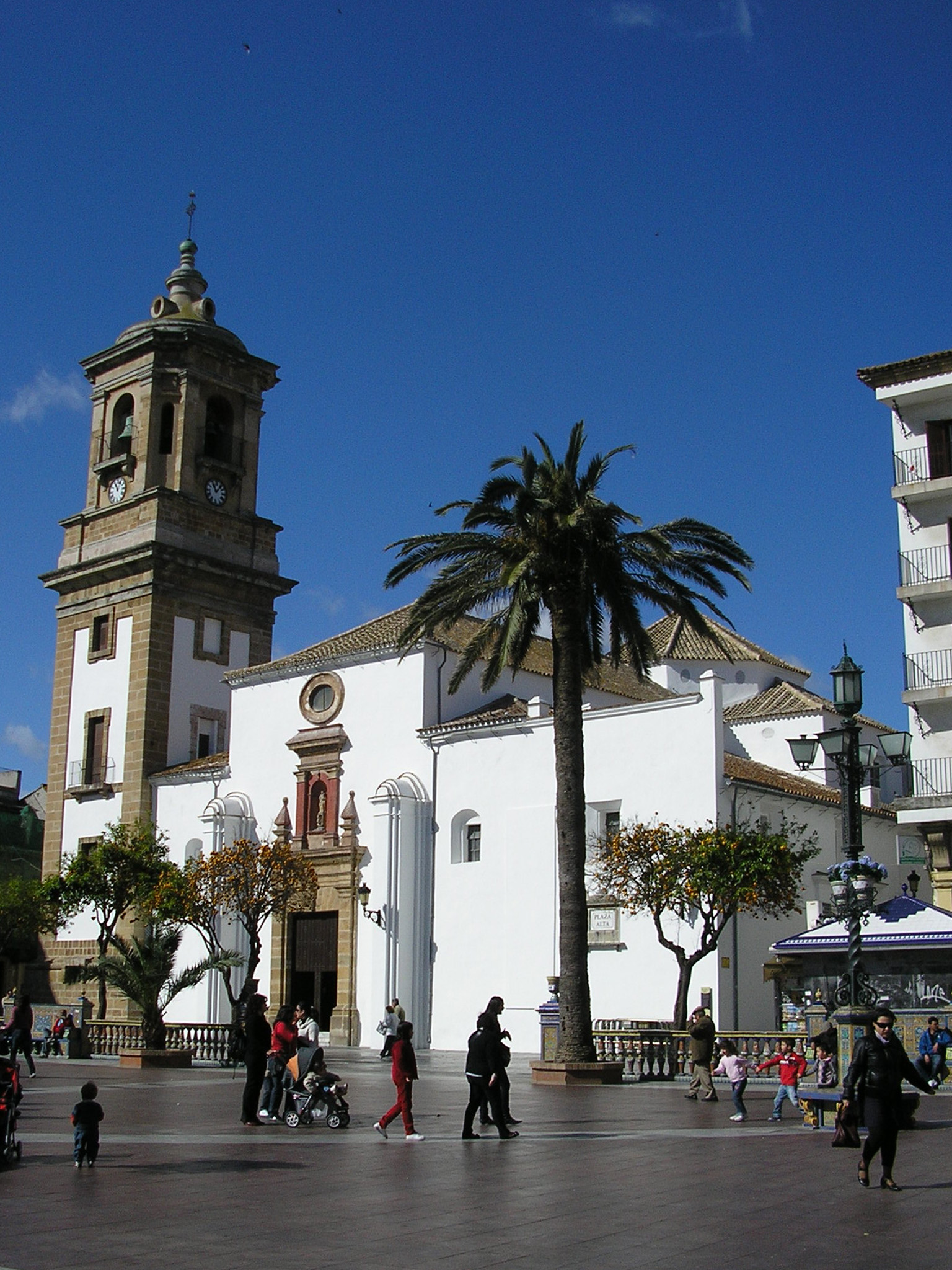
Iglesia de Nuestra Señora de la Palma, excatedral de la diócesis de Algeciras

## Historia de la diócesis de Cádiz

### Orígenes
El origen del cristianismo, en la diócesis de Cádiz, se atribuye con muchas reservas, después de la investigaciones de José Vives, a san Hiscio o Isicio/Hesiquio, uno de los siete varones apostólicos (viri apostolici) que, según la tradición, llevaron el evangelio a la Hispania romana. Isicio habría sido el fundador de la sede episcopal de Carteya, hoy campo de ruinas romanas en el fondo de la bahía de Algeciras, en el cortijo del Rocadillo.
Acabadas las persecuciones, la sede habría sido trasladada a un lugar más conveniente del interior, a Asido o Asidonia, la actual Medina Sidonia. Los nombres de algunos obispos de esta diócesis se conocen no sólo en la época visigoda, sino también durante la dominación árabe, hasta 1145, y que han permitido conocer a los obispos Rufino, Pimenio, Teoderacio y Geroncio.
De la Iglesia mozárabe de Asidonia se sabe de Miro, de Esteban y al último titular, cuyo nombre se ignora, pero por la Crónica del arzobispo de Toledo Rodrigo Ximénez de Rada consta que con otros obispos de Andalucía se retiró a la imperial ciudad en 1144, con motivo de la entrada de los almohades.

### Reconquista
Alfonso X el Sabio continuó la reconquista y la restauración cristiana de Andalucía llevada adelante por su padre Fernando III de Castilla, y pretendió, sobre todo, asegurar las conquistas del sur de la península ibérica y realizar los proyectos africanos paternos. Ocupó la mayor parte de la provincia de Cádiz y logró establecer un importante puerto en el Atlántico, como llave del estrecho de Gibraltar, la ciudad de Cádiz. El arzobispo Raimundo de Losana (o don Remondo) quería incorporar a su diócesis de Sevilla todos los territorios conquistados de la parte sudoccidental de España. Satisfizo sus deseos con la agregación de Huelva, a cuya conquista había contribuido con sus huestes, pero no con Cádiz y sus aledaños. Los deseos del rey castellano eran muy distintos: estaba empeñadísimo en erigir una sede episcopal en la parte más meridional de la península e isla de Cádiz, lugar escogido para la preparación del fecho del Mar o acción en África. El apoyo prestado en Roma favoreció los planes de Alfonso X, al dar el papa su asentimiento a que la sede de la antigua Asido fuera trasladada a Cádiz y establecer el río Guadalete como línea divisoria de los obispados de esta ciudad y de Sevilla.
El arzobispo sevillano, adelantándose a los designios reales, había creado en Cádiz en 1261 el arcedianato de Cádiz. El 21 de agosto de 1263 fue erigida la diócesis de Cádiz con la bula Excelsum fecit del papa Urbano IV, que transfirió el antiguo título episcopal de Asidonia. El río Guadalete se convirtió en la histórica frontera norte que separaba la nueva diócesis del territorio de la archidiócesis de Sevilla, de la que pasó a ser sufragánea.
La muerte prematura de Urbano IV impidió la realización de esta erección, que sin embargo fue confirmada por su sucesor el papa Clemente IV con dos bulas: la primera, emitida el 2 de febrero de 1266, con la que el pontífice encomendaba al obispo de Ávila Domingo Suárez proceder con la ejecución de la bula de su antecesor y la erección de la diócesis de Cádiz; y la segunda, emitida el 25 de mayo de 1267, con la que Clemente IV instruía a algunos obispos españoles a proceder a la consagración del obispo electo, el franciscano Juan Martínez. La primera catedral de la diócesis fue la iglesia de la Santa Cruz.
En 1344 Alfonso XI conquistó a los árabes la ciudad de Algeciras, que devino en la sede de la diócesis de Algeciras, erigida el 30 de abril de 1344 mediante la bula Gaudemus et exultamus del papa Clemente VI, e unida in persona episcopi a la de Cádiz. La mezquita de Algeciras fue transformada en catedral, con el nombre de Santa María de la Palma. Fue destruida por los árabes, junto con toda la ciudad en 1379. Los obispos de Cádiz llevaron el doble título hasta 1851, cuando la diócesis de Algeciras fue abolida por el concordato.
Durante la segunda mitad del XV y buena parte del XVI, la diócesis languideció por la ausencia de sus pastores, que estaban dedicados a otros menesteres de más importancia en la Corte, en Sevilla o en Roma, engrosando con sus rentas los ingresos de algunos cardenales acumuladores de sedes episcopales, antes del Concilio de Trento.

### La era de esplendor
A mediados del XVI se recuperó la diócesis de Cádiz con la presencia de los obispos García de Haro y Antonio Zapata, el cual aplicará los decretos de Trento creando el Seminario Conciliar de San Bartolomé el 2 de noviembre de 1589. Aunque la ciudad estuvo amenazada con la invasión de los ingleses reiteradas veces, sobre todo en el desastre de 1596. Cádiz va despertando y creció hasta convertirse poco a poco en la sede del monopolio del comercio indiano en 1717 desplazando a Sevilla.
El siglo XVIII fue un auténtico "siglo de oro" para la ciudad y su diócesis, incluso en el aspecto religioso y eclesiástico, con grandes obispos de personalidad grande y actividad intensa, como Lorenzo Armengual de la Mota, Tomás del Valle, Juan Bautista Cervera y José Escalzo Miguel.
La memoria del obispo Armengual quedó en la visita general de la diócesis en 1717-1718, en el apoyo para iniciar la construcción de la Catedral nueva en 1722 y en la fundación de la parroquia auxiliar de San Lorenzo de Cádiz desde los cimientos hasta la torre inaugurándola y consagrándola en 1729.
A Tomás del Valle se le deben la fundación de los Carmelitas Descalzos de Cádiz en 1733, la construcción del Hospital de Mujeres de la ciudad y el Hospital de San José de la isla de León en 1749 y 1768 respectivamente, y las religiosas de la Enseñanza de esta vecina población, además de la iglesia mayor de San Pedro, con otras muchas iglesias y capillas e instituciones benéficas por todo el territorio diocesano, como las parroquias de San Roque, Los Barrios y Algeciras. 
Al obispo Juan Bautista Cervera se deben la ampliación de los estudios en el Seminario de San Bartolomé con la filosofía, teología dogmática, disciplina, etc. en 1777 y el traslado del mismo al antiguo Colegio de los jesuitas expulsados en 1780. Para la instrucción del pueblo instauró la congregación de la Doctrina Cristiana en 1778.
José Escalzo dio estatutos y nuevo plan de estudios al Seminario de Cádiz en 1785, fundó la parroquia de San José (extramuros), modelo de templo de la Ilustración cristiana con todas sus dependencias y servicios, en 1787 y promovió la construcción de la iglesia parroquial de San Juan Bautista de Chiclana.

### ElsigloXIX
Cádiz y su obispado experimentaron un siglo XIX de crisis económicas y de revoluciones. La Guerra de la Independencia contra los invasores franceses coincidió con la caída del Antiguo Régimen y la promulgación de la Constitución Política de la Monarquía española, la "Pepa", en Cádiz el 19 de marzo de 1812. En las circunstancias menos propicias se reanudaron en 1832 las obras de la Catedral Nueva, que se abrió al culto en 1838.
En 1873 el Cantón Federal de Fermín Salvochea cerró y derribó varias iglesias. La Restauración de la dinastía borbónica en la persona de Alfonso XII abrió un periodo de tranquilidad. En 1882 se celebró el Sínodo del obispo Jaime Catalá y Albosa, que renovaba y actualizaba el Antiguo Sínodo de Antonio Zapata y Cisneros, que estuvo vigente desde 1591. El prelado Vicente Calvo y Valero remodeló y modernizó el edificio del Seminario de San Bartolomé en 1885-1890 y adaptó la formación y estudios de los futuros sacerdotes a los nuevos tiempos. en su pontificado se restauraron los dominicos y Franciscanos Observantes en Cádiz en 1890 y 1892 respectivamente y se fundaron varias congregaciones de religiosos y religiosas.

### ElsigloXX
El siglo XX llevó nuevas crisis económicas para una ciudad y puerto como Cádiz, sin las últimas colonias de Ultramar, (Puerto Rico, Cuba y Filipinas). El obispo José María Rancés y Villanueva se destacó por la renovación pastoral, en la predicación, en el empleo de la prensa como medio de difusión de la doctrina católica y en la acción benéfica y social. En 1927 fundó el prelado Marcial López y Criado la Acción Católica como la mejor participación de los seglares desde su esfera y responsabilidades.
En 1933 se nombró a Ramón Pérez y Rodríguez como obispo de Cádiz y Ceuta, título empleado por primera vez.
La proclamación de la II República Española coincidió con el saqueo y quema de iglesias y conventos en 1931, que se repitieron en 1936. El Movimiento Nacional con su enfrentamiento con la España Republicana en una larga Guerra Civil del 1936-1939, la España de Francisco Franco y el llamado Nacional Catolicismo marcan una etapa que repercutió en este territorio gaditano de manera especial. 
La muerte de Ramón Pérez Rodríguez, obispo patriarca de las Indias, abrió una prolongada sede vacante hasta 1943, en que entró Tomás Gutiérrez Díez. Obispo celoso y visitador de su diócesis, dejó como recuerdo once nuevas parroquias y su figura de anciano venerable.
La Santa Sede nombró al obispo coadjutor Antonio Añoveros Ataún en 1954 Añoveros pastoreó la diócesis como titular entre el 1964 y 1971, pero en su etapa anterior sería ya el promotor del "aggiornamento" de la Iglesia Gaditana como partícipe activo del Concilio Vaticano II (1961-1965). Sus preocupaciones fueron el seminario, la conciencia social, la alfabetización y la vivienda, como se refleja en sus cartas pastorales. Su traslado a la sede de Bilbao le supuso grandes preocupaciones y una pastoral sobre el pueblo vasco le costó un enfrentamiento que le trajo más sufrimientos hasta su jubilación.

### La transición política
El fin del franquismo y la llegada de la democracia le tocó a Antonio Dorado Soto, que gobernaría la diócesis 20 años desde el 1973 al 1993, cuando fue trasladado a la diócesis de Málaga, siendo auxiliado en esta tarea por Ignacio Egurza El Busto (1926-1992), desde 1974 vicario general de la diócesis. Los desvelos de Dorado se centraron sobre todo en las tareas pastorales, como manifiestan el Plan Diocesano de Renovación Cristiana iniciado en 1977 y que culminaría en la celebración de la I (1980) y II (1986) Asamblea Diocesana, la promulgación de las Normas de Pastoral Sacramental (1983), la creación del Movimiento de Profesores Cristianos y las Semanas de la Familia. Son de destacar sus numerosas cartas pastorales sobre temas tanto generales como particulares del obispado de Cádiz y Ceuta, de especial problemática, como el paro, la falta de vivienda, la marginación y la emigración.
En 1980 cedió una pequeña porción de su territorio para la erección de la diócesis de Asidonia-Jerez mediante la bula Archiepiscopus Hispalensis del papa Juan Pablo II.

### Actualidad
A Dorado le sucedió Antonio Ceballos Atienza, quien desde el 10 de diciembre de 1993 fue el prelado de la diócesis de Cádiz y Ceuta. Sus numerosas pastorales y homilías son el resultado de su profunda preocupación por resolver los problemas que se le plantean como pastor. El contacto frecuente con las parroquias y grupos le permitió conocer la complejidad y la fragmentación en comarcas extensas del obispado y para su mejor atención creó tres vicarios episcopales de los territorios correspondientes a las zonas de la Bahía de Cádiz, la zona Centro y la del Campo de Gibraltar. Para una formación más adecuada de los futuros sacerdotes gaditanos reabre el Seminario de San Bartolomé trasladando los estudios de Filosofía y Teología de Sevilla a Cádiz, donde continúa proporcionando anualmente promociones de presbíteros que han ido incorporándose al clero diocesano. Sin embargo, el envejecimiento de la edad media de los sacerdotes constituye una grave preocupación y un motivo para no dejar de insistir por todos los medios en el fomento de vocaciones. La actual inmigración de las pateras del Estrecho es el motivo mayor de sufrimiento.
Secundando las orientaciones del papa Juan Pablo II para el siglo XXI, Ceballos promovió el Sínodo Pastoral de la Diócesis de Cádiz y Ceuta en el año jubilar 2000 desde la carta de convocatoria el 14 de septiembre de 1997, fiesta de la Exaltación de la Santa Cruz, hasta el decreto de promulgación de las seis constituciones del Sínodo Diocesano el 12 de octubre de 2000, pasando por los trabajos de preparación, las sesiones y la clausura del Sínodo en la Catedral Nueva de Cádiz el 11 de junio, domingo de Pentecostés. Para potenciar esta etapa renovadora procedió al nombramiento del vicario episcopal de Pastoral, supresión de los vicarios de zona y a dar mayor protagonismo a los arciprestes.
El 30 de agosto de 2011 el papa designó a Rafael Zornoza Boy, obispo titular de la diócesis de Mantesa y obispo auxiliar de la diócesis de Getafe, como nuevo obispo de Cádiz y Ceuta.

## Historia de la diócesis de Ceuta

### Orígenes
La ciudad de Ceuta entró en la geografía antes que en la historia. Su privilegiada situación como puerta entre el mar Mediterráneo y el océano Atlántico, como puente entre Europa y África hacen que aparezcan en derroteros y cartularios, como topónimo, antes de que existiera como urbe. Hallazgos de arqueología submarina hacen remontar el uso de sus fondeaderos varios siglos atrás de la Era, pero es hacia el 11 a. C. cuando se detecta actividad en su factoría de salazones. 
En el siglo IV se ha documentado una comunidad cristiana, siendo prueba de ello la basílica Tardorromana. La comunidad cristiana de Ceuta envió a un sacerdote al Concilio de Cartago del 484, convocado por Humerico. De entonces a la invasión islámica su población pasó de manos de vándalos a godos y bizantinos, siempre bajo la cruz, que caerá en el 709, dejando en su rendición una pequeña comunidad mozárabe. 
Los siete siglos de dominación islámica fueron variables en cuanto a la tolerancia de otras religiones. En el siglo XIII, con los almohades, hubo un arrabal cristiano con iglesia y sacerdote, incluso antes del martirio de san Daniel y sus compañeros en 1227. También en esta centuria hubo un obispo al menos.

### Conquista por los portugueses
Tras la conquista de Ceuta por los portugueses el 24 de agosto de 1415, la primera preocupación del rey Juan I de Portugal fue erigir allí una diócesis. De inmediato, con bula de Cruzada, se bendijo la mezquita como iglesia parroquial. Con la bula Romanus Pontifex del 4 de abril de 1417, el papa Martín V encargó a los arzobispos de Braga y de Lisboa que examinaran la situación y los autorizó a proceder a la erección de la diócesis si fuera necesario, lo que hicieron. Cuatro años después Martín V confirmó el nombramiento del primer obispo, Aymar de Aurillac, que era obispo de Marruecos. El 4 de septiembre de 1420 se consagró la catedral diocesana, creada a partir de la anterior mezquita. Esta iglesia, que según testimonios del siglo XV era rica en 180 columnas de mármol de diferentes colores, cayó en ruinas y fue sustituida por una nueva catedral, construida entre 1685 y 1731. El 6 de septiembre de 1420 los arzobispos de Braga y de Lisboa asignaron por límites de la diócesis a todo el Reino de Fez (sultanato meriní) y las villas y poblaciones marítimas más próximas a la ciudad de Ceuta y pertenecientes al Reino nazarí de Granada.
Originalmente la nueva diócesis era sufragánea de Lisboa, a excepción del período 1540-1570 en que estuvo sujeta a Évora. Su jurisdicción territorial varió varias veces a lo largo del tiempo. A partir de 1444 algunos territorios de la península ibérica fueron agregados a la diócesis de Ceuta. Los obispos de Ceuta residían en general en la Corte portuguesa, hasta que en 1512 un acuerdo entre el obispo Enrique de Coímbra y el arzobispo de Braga, transfirió Olivenza (entonces en el sureste de Portugal y desde 1801 parte de España), Campomayor y Ouguela, a la jurisdicción de Ceuta a fin de que allí fuera establecida la sede episcopal.
El 9 de junio de 1570 el papa Pío V mediante la bula Super cunctas erigió la diócesis de Elvas, incluyendo Olivenza, Campomayor y Ouguela, por lo que Ceuta fue unida a la diócesis de Tánger, haciendo a la diócesis unida sufragánea de Lisboa. Debido a conflictos entre la Santa Sede por el patronato de la Corona portuguesa (Padroado), la diócesis de Tánger-Ceuta permaneció vacante durante algunas décadas a mediados del siglo XVII.

### Bajo la corona de España
Al hacerse Felipe II del trono luso se mantuvo la estructura del obispado pero, cuando en 1640 Portugal se sublevó, Ceuta mantuvo su fidelidad a Felipe IV. La muerte del prelado Gonzalo de Silva en 1645 sin estar resuelto el conflicto dio lugar a una larga sede vacante, durante la cual ambas coronas presentaron candidatos a la sede unida, por lo que la Santa Sede no se decidió a tomar partido y Tánger (por Portugal) y Ceuta (por España) fueron administradas de facto por separado.
Con el tratado del 16 de febrero de 1668 el territorio de Ceuta quedó definitivamente incorporado al reino español, poniendo así fin a la dominación portuguesa. Esto determinó el fin de la unión con Tánger, decidida el 16 de diciembre de 1675, cuando el papa Clemente X restableció la diócesis de Ceuta, a la que se unieron los territorios de la diócesis de Tánger, que había sido suprimida. Al mismo tiempo, la sede de Ceuta pasó a formar parte de la provincia eclesiástica de la archidiócesis de Sevilla, nombrándose a Antonio Medina Cachón como obispo.

### La unión con Cádiz
El concordato entre el Estado español y la Santa Sede firmado el 16 de marzo de 1851 estipuló en su artículo 5 que la diócesis de Ceuta debía ser agregada a la diócesis de Cádiz, la cual tomaría el nombre de ambas sedes, sería sufragánea de Sevilla, y se debía nombrar un obispo auxiliar para Ceuta. El artículo 21 estipuló que el cabildo de la catedral de Ceuta debía convertirse en una colegiata parroquial, por lo que la unión sería extintiva para Ceuta y el resultado sería el de una diócesis única con una única catedral. El concordato fue confirmado mediante la bula Ad vicariam del papa Pío IX el 5 de septiembre de 1851, que expresa: «decretamos que entretanto no se innove nada hasta que la misma convención sea enviada para su perfecta ejecución y se hayan emitido otras de nuestras cartas apostólicas acerca de esta nueva circunscripción de las diócesis.» Por real decreto de 17 de octubre de 1851 se dispuso «continuarán los actuales arzobispados, obispados y territorios exentos hasta que se determinen y tengan cumplido efecto los nuevos límites y demarcación particular de cada diócesis (...) Tambien continuarán las iglesias metropolitanas, catedrales y colegiales sin alteración hasta que se organicen con arreglo al Concordato».
Estando vacante la sede de Ceuta, el obispo de Cádiz Domingo de Silos Moreno no tomó posesión de ella y falleció el 9 de marzo de 1853. Su sucesor, Juan José Arbolí y Acaso tampoco lo hizo y el siguiente, Félix María Arriate y Llano, se negó a hacerse cargo también de la diócesis africana si no se nombraba el obispo auxiliar estipulado en el concordato (que en 1874 el gobierno español y la Santa Sede habían acordado desistir de nombrar), que por lo tanto quedó administrada por los vicarios capitulares sin innovaciones en su estatus. 
En 1876 un primer acuerdo permitió el nombramiento de administradores apostólicos residentes con carácter episcopal y con título de in partibus infidelium, que fueron dos: Ildefonso Infante y Macías, obispo titular de Claudiópolis de Isauria, y José Proceso Pozuelo y Herrero, obispo titular de Antipatride. En junio de 1879 el obispo de Cádiz, Jaime Catalá, aceptó el cargo de administrador apostólico de Ceuta y los siguientes 3 obispos de Cádiz recibieron también el nombramiento de administradores apostólicos de Ceuta.
El 12 de abril de 1933 el nombramiento del entonces patriarca de las Indias Occidentales (título que retuvo), Ramón Pérez y Rodríguez, se hizo por primera vez como obispo de Cádiz y Ceuta. De esta forma se unieron las diócesis en un obispo único sin dar pleno cumplimiento al concordato de 1851, ya que no hubo bula papal de fusión, la catedral y el cabildo de Ceuta no pasaron a ser una colegiata parroquial, se nombró un vicario general separado del de Cádiz y no un obispo auxiliar con residencia en Ceuta. Al fallecer Pérez y Rodríguez el 19 de enero de 1937 y comenzar la guerra civil española, el cabildo de Ceuta eligió un vicario capitular, lo que continuó realizando en sede vacante, conservando la integridad nominal de la diócesis en vías de una completa integración.

## Estadísticas
Según el Anuario Pontificio 2024 la diócesis tenía a fines de 2023 un total de 717 900 fieles bautizados.
| Año                                                                             | Población            | Población | Población      | Sacerdotes | Sacerdotes    | Sacerdotes    | Bautizados por sacerdote | Diáconos permanentes | Religiosos | Religiosos | Parroquias |
| Año                                                                             | Bautizados católicos | Total     | % de católicos | Total      | Clero secular | Clero regular | Bautizados por sacerdote | Diáconos permanentes | Varones    | Mujeres    | Parroquias |
| ------------------------------------------------------------------------------- | -------------------- | --------- | -------------- | ---------- | ------------- | ------------- | ------------------------ | -------------------- | ---------- | ---------- | ---------- |
| 1950                                                                            | 599 000              | 600 000   | 99.8           | 211        | 141           | 70            | 2838                     |                      | 150        | 610        | 61         |
| 1957                                                                            | 565 000              | 573 000   | 98.6           | 257        | 161           | 96            | 2198                     |                      | 116        | 908        | 70         |
| 1970                                                                            | 729 000              | 731 700   | 99.6           | 511        | 172           | 339           | 1426                     |                      | 343        | 1107       | 99         |
| 1980                                                                            | 707 000              | 757 000   | 93.4           | 222        | 132           | 90            | 3184                     |                      | 144        | 810        | 103        |
| 1990                                                                            | 668 264              | 688 264   | 97.1           | 249        | 132           | 117           | 2683                     | 7                    | 178        | 765        | 109        |
| 1999                                                                            | 684 000              | 708 000   | 96.6           | 241        | 141           | 100           | 2838                     | 11                   | 150        | 688        | 109        |
| 2000                                                                            | 686 000              | 712 000   | 96.3           | 240        | 140           | 100           | 2858                     | 11                   | 150        | 688        | 109        |
| 2001                                                                            | 684 000              | 710 000   | 96.3           | 236        | 136           | 100           | 2898                     | 11                   | 150        | 688        | 109        |
| 2002                                                                            | 685 000              | 723 493   | 94.7           | 230        | 130           | 100           | 2978                     | 11                   | 150        | 688        | 109        |
| 2003                                                                            | 692 000              | 724 975   | 95.5           | 236        | 136           | 100           | 2932                     | 11                   | 150        | 688        | 109        |
| 2004                                                                            | 702 000              | 732 850   | 95.8           | 238        | 138           | 100           | 2949                     | 10                   | 154        | 688        | 110        |
| 2006                                                                            | 645 000              | 675 320   | 95.5           | 241        | 141           | 100           | 2676                     | 9                    | 150        | 688        | 110        |
| 2012                                                                            | 703 400              | 769 800   | 91.4           | 230        | 140           | 90            | 3058                     | 4                    | 137        | 604        | 118        |
| 2013                                                                            | 704 200              | 770 900   | 91.3           | 228        | 138           | 90            | 3088                     | 15                   | 114        | 604        | 118        |
| 2016                                                                            | 724 600              | 794 209   | 91.2           | 235        | 145           | 90            | 3083                     | 16                   | 107        | 373        | 116        |
| 2019                                                                            | 726 800              | 797 800   | 91.1           | 176        | 147           | 29            | 4129                     | 13                   | 112        | 344        | 115        |
| 2021                                                                            | 739 000              | 811 200   | 91.1           | 197        | 137           | 60            | 3751                     | 13                   | 80         | 381        | 116        |
| 2023                                                                            | 717 900              | 787 996   | 91.1           | 201        | 138           | 63            | 3571                     | 15                   | 78         | 291        | 114        |
| Fuente: Catholic-Hierarchy, que a su vez toma los datos del Anuario Pontificio. |                      |           |                |            |               |               |                          |                      |            |            |            |

Según fuentes oficiales, durante el curso 2017-2018, estudiaron en el Seminario Mayor diocesano 13 seminaristas.

### Diócesis de Cádiz
- Demetrio Mansilla, La creación del obispado de Cádiz por Alfonso X el Sabio y su vinculación a la sede asidonense, Estudios de Historia y de Arqueología medievales, V-VI (1985-1986), pp. 69-83
- José Sánchez Herrero, El episcopologio medieval gaditano, Siglos XIII al XV, en España medieval 1 (1980), pp. 443-465
- Manuel Barea Patrón, Acerca de la diόcesis de Cádiz y sus relaciones con la presencia del apόstol Santiago en Hispania Archivado el 9 de marzo de 2016 en Wayback Machine., en Pro iter agentibus, Asociación Gaditana Jacobea «Vía Augusta», 29 (2012), pp. 17-23
- Luis Charlo Brea - María Belén Piqueras García, Bulas fundacionales de la Diócesis de Cádiz (II). Las Bulas de Clemente IV, Documenta & Instrumenta, n.º 4, 2006, pp. 23-45
- Luis Charlo Brea - María Belén Piqueras García, Bulas fundacionales de la Diócesis de Cádiz (III). La creación de la diócesis de Algeciras, Historia-Instituciones-Documentos, 2007, (34), pp. 57-76
- Arturo Jesús Morgado García, Los inicios de la Reforma Católica en la diócesis de Cádiz, en: Espacio, tiempo y forma. Serie IV, Historia moderna, N.º 7, 1994, pp. 101-120
- (en latín) Pius Bonifacius Gams, Series episcoporum Ecclesiae Catholicae, Graz, 1957, pp. 18-19
- (en latín) Konrad Eubel, Hierarchia Catholica Medii Aevi, vol. 1, pp. 257-258; vol. 2, p. 157; vol. 3, p. 200; vol. 4, p. 192; vol. 5, p. 207; vol. 6, p. 222

### Diócesis de Ceuta
- (en latín) Pius Bonifacius Gams, Series episcoporum Ecclesiae Catholicae, Graz, 1957, pp. 25 y 470
- (en latín) Konrad Eubel, Hierarchia Catholica Medii Aevi, vol. 1, p. 327; vol. 2, p. 125; vol. 3, p. 163; vol. 5, p. 354; vol. 6, pp. 376-377
- (en francés) F. Pérez, v. Ceuta, en «Dictionnaire d'Histoire et de Géographie ecclésiastiques», vol. XII, París, 1953, col. 254-57
- (en portugués) Antόnio Dias Farinha, v. Marrocos, en «Dicionário de História Religiosa de Portugal», vol. 3, Lisboa, 2000, pp. 174-178
- (en portugués) Levy Maria Jordão, Memoria histórica sobre os bispados de Ceuta e Tanger, Lisboa, 1858
- (en portugués) Levy Maria Jordão, Historia ecclesiastica ultramarina, vol. I: Africa septentrional. Bispados de Ceuta, Tanger, Safim e Marrocos, Lisboa, 1872
- José Xiqués, Obispos y administradores apostólicos de Ceuta, en Boletín de la Real Academia de Historia 18 (1891), pp. 2-26